# Джон Бальдессарі
Джон Бальдессарі — сучасний американський концептуальний художник, що прославився наприкінці 1960-х років, новаторському поєднуючи властиві попарту образи масової культури, фотографію та тексти. Об'єднуючи розповідний потенціал зображення і асоціативну силу мови, він створив тисячі робіт, які були представлені на більш ніж 200 персональних виставках художника по всьому світу і відзначені Золотим левом Венеціанського бієнале за внесок у мистецтво.
|  | «Я ніколи більше не буду робити нудне мистецтво», — художник-концептуаліст Джон Балдесарі |

## Біографія
Народився 17 червня 1931 року в Каліфорнії у родині данської медсестри Гедвігою Йенсен і італійського торговця старим майном Антоніо Балдесарі. Джон і його старша сестра виросли на півдні Каліфорнії, відвідували Світвотерскую вищу школу і державний коледж Сан-Дієго. Забігаючи наперед, скажемо, що Джон Бальдессарі в період між 1960 і 1984 роками був одружений з вчителькою методики Монтессорі Керол Анн Вікс, і у них є двоє спільних дітей. У 1959-му Балдесарі почав викладати мистецтво в шкільній системі Сан-Дієго, потім в коледжі й в університеті. У 1970-му художник переїхав в Санта-Моніку і почав викладати в Каліфорнійському інституті мистецтв. Його заняття відвідували багато знаменитих сучасні художники. У 1986 році Джон Бальдессарі залишив викладання там і перевівся в Каліфорнійський університет, в якому пропрацював до 2008 року.

## Ранні текстові полотна
У 1966 році Бальдессарі використовував фотографію і тексти або тільки тексти, написані на полотні. Серед ранніх спроб художника знайти свій спосіб вираження є робота 1967 го року, що включає фразу 
|  | «Припустимо, це все ж правда? Що тоді?» ( "Suppose it is true after all? WHAT THEN?") |

Написану на щільно зафарбованому полотні. Зрештою цей метод Балдесарі розчарував, бо форма і спосіб у ньому конфліктували з об'єктивним використанням мови. І Балдесарі вирішив буквально прибрати свою руку від побудови образу на полотні, а використовувати комерційний, неживий стиль таким чином, щоб текст впливав на глядача безпосередньо. Так в тому ж 1967 році з'явилася робота з іронічною заявою: 
|  | «Двовимірна поверхню без артикуляції — це мертвий досвід» (англ. A two-dimensional surface without any articulation is a dead experience). |

Інша робота, «Картина для Кублер» (англ. Painting for Kubler) як би успадковує попереднє полотно, даючи глядачеві прямі інструкції, як на нього дивитися. Ця робота — відсилання до книги історика Джорджа Кублер «Форма часу: нотатки з історії речей».

## Спалення власних робіт
У 1970 році Балдесарі разом з п'ятьма друзями спалили всі роботи, які вони створили між 1953 і 1966 роками, в рамках нового проєкту «Кремація». Попіл після спалення робіт був запечений в печиво і поміщений в урну. В результаті вийшла інсталяція, що включає також бронзову меморіальну дошку з датами народження і смерті полотен і рецепт печива. Через ритуальну кремацію робіт продемонстрував зв'язок між художньою практикою і циклом людського життя. Таким чином, акт зречення породив методики багатьох художників, наприклад, саморуйнуються роботи Жана Тінгелі.

## Принти
У творчості Джона Балдессарі не обійшлося і без принтів. Свій перший принт він створив в 1970 році, й це був принт 
|  | «Я більше ніколи не буду робити нудне мистецтво» (англ. I Will Not Make Any More Boring Art) |

 мета створення якого — залучити кошти для Коледжу мистецтва і дизайну Нової Шотландії. Літографія була створена після того, як студенти на прохання Бальдессарі обписали всі стіни галереї цією фразою.